# Championnat de France de beach soccer 2016
Navigation
2015 2017
Le National Beach Soccer 2016 est la huitième édition du Championnat de France de beach soccer. Il se dispute du 3 au 7 août 2016 et pour la troisième année consécutive au Canet-en-Roussillon. Pour la première fois, la phase finale comprend douze clubs, contre huit auparavant.
Le Grande-Motte PBS conserve son titre et s'impose face au FC St-Médard-en-Jalles en finale, comme l'année précédente.

## Organisation
L'épreuve finale rassemble les douze meilleures clubs de France début août 2016 au Canet-en-Roussillon, issues des deux phases de qualifications régionales et inter-régionales. Par rapport à l'année précédente, quatre équipes supplémentaires intègrent la phase finale, dont deux équipes ultramarines (Gwada Beach Soccer de Guadeloupe et Saint-Paul de La Réunion).
Avec cette nouvelle formule, des équipes venues d’Alsace, du Nord-Pas-de-Calais ou encore de la Guadeloupe et de La Réunion s'affrontent lors des 36 matches de la compétition.
Les clubs sont répartis en trois groupes de quatre. Chaque équipe s'affronte une fois au sein d'un groupe sur le rythme d'un match le mercredi 3 août et deux le lendemain. Les deux premiers de chaque poule et les deux meilleurs troisièmes sont qualifiés pour les quarts de finale. Chaque éliminé dispute ensuite les matchs de classement.

## Phase de poule

### Répartition
| Groupe | Équipe                                                                         |
| ------ | ------------------------------------------------------------------------------ |
| A      | FC St-Médard-en-Jalles - US Hésingue - Montpellier HBS - ÉSOF La Roche-sur-Yon |
| B      | Grande-Motte PBS - AS Étaples - Gwada BS - Marseille 12e                       |
| C      | CSO Amnéville - Marseille BT - LBS Dunkerque - AS Saint-Paul La Réunion        |

### Classements
Ci-dessous les classements des trois poules A, B et C dans l'ordre.
| Rang | Équipe                 | Pts | J | G | N | P | Bp | Bc | Diff |  | Résultats (▼ dom., ► ext.) | MHBS | FCSMJ | ESOF | USH  |
| ---- | ---------------------- | --- | - | - | - | - | -- | -- | ---- |  | -------------------------- | ---- | ----- | ---- | ---- |
| 1    | Montpellier HBS        | 9   | 3 | 3 | 0 | 0 | 23 | 6  | +17  |  | Montpellier HBS            |      | 4-3   | 10-2 | 9-1  |
| 2    | FC St-Médard-en-Jalles | 6   | 3 | 2 | 0 | 1 | 20 | 9  | +11  |  | FC St-Médard-en-Jalles     | -    |       | 7-3  | 10-2 |
| 3    | ÉSOF La Roche-sur-Yon  | 3   | 3 | 1 | 0 | 2 | 10 | 21 | -11  |  | ÉSOF La Roche-sur-Yon      | -    | -     |      | 5-4  |
| 4    | US Hésingue            | 0   | 3 | 0 | 0 | 3 | 7  | 24 | -17  |  | US Hésingue                | -    | -     | -    |      |

| Rang | Équipe                   | Pts | J | G | N | P | Bp | Bc | Diff |  | Résultats (▼ dom., ► ext.) | GMPBS | M12 | GBS | ASE   |
| ---- | ------------------------ | --- | - | - | - | - | -- | -- | ---- |  | -------------------------- | ----- | --- | --- | ----- |
| 1    | Grande-Motte Pyramide BS | 9   | 3 | 3 | 0 | 0 | 13 | 3  | +10  |  | Grande-Motte Pyramide BS   |       | 4-0 | 5-2 | 4-1   |
| 2    | Marseille 12e            | 6   | 3 | 2 | 0 | 1 | 18 | 11 | +7   |  | Marseille 12e              | -     |     | 7-5 | 11-2  |
| 3    | Gwada Beach Soccer       | 2   | 3 | 1 | 0 | 2 | 9  | 13 | -4   |  | Gwada Beach Soccer         | -     | -   |     | 2-1ap |
| 4    | AS Étaples               | 0   | 3 | 0 | 0 | 3 | 4  | 17 | -13  |  | AS Étaples                 | -     | -   | -   |       |

| Rang | Équipe                | Pts | J | G | N | P | Bp | Bc | Diff |  | Résultats (▼ dom., ► ext.) | CSO | StP | LBS | MBT   |
| ---- | --------------------- | --- | - | - | - | - | -- | -- | ---- |  | -------------------------- | --- | --- | --- | ----- |
| 1    | CSO Amnéville         | 6   | 3 | 2 | 0 | 1 | 17 | 14 | +3   |  | CSO Amnéville              |     | 6-3 | 5-3 | 6-8ap |
| 2    | Saint-Paul La Réunion | 6   | 3 | 2 | 0 | 1 | 12 | 7  | +5   |  | Saint-Paul La Réunion      | -   |     | 3-0 | 6-1   |
| 3    | LBS Dunkerque         | 3   | 3 | 1 | 0 | 2 | 8  | 11 | -3   |  | LBS Dunkerque              | -   | -   |     | 5-3   |
| 4    | Marseille BT          | 3   | 3 | 1 | 0 | 2 | 12 | 17 | -5   |  | Marseille BT               | -   | -   | -   |       |

## Phase finale

### Tableau
Dans le remake de la finale 2015, Grande-Motte PBS conserve son titre face au FC St-Médard-en-Jalles (4-3),.
|  | Quarts-de-finale 5 août 2016 | Quarts-de-finale 5 août 2016 |                        |                 | Demi-finales 6 août 2016 | Demi-finales 6 août 2016 |   |  | Finale 7 août 2016 | Finale 7 août 2016 |
|  | Quarts-de-finale 5 août 2016 | Quarts-de-finale 5 août 2016 |                        |                 | Demi-finales 6 août 2016 | Demi-finales 6 août 2016 |   |  | Finale 7 août 2016 | Finale 7 août 2016 |
|  |                              |                              |                        |                 |                          |                          |   |  |                    |                    |
|  | 10h15                        | 10h15                        |                        |                 | 15h00                    | 15h00                    |   |  | 15h30              | 15h30              |
|  | 10h15                        | 10h15                        |                        |                 | 15h00                    | 15h00                    |   |  | 15h30              | 15h30              |
|  | A1 - Montpellier HBS         | 8                            |                        |                 | 15h00                    | 15h00                    |   |  | 15h30              | 15h30              |
|  | A1 - Montpellier HBS         | 8                            |                        |                 | 15h00                    | 15h00                    |   |  | 15h30              | 15h30              |
|  | A3 - ÉSOF La Roche-sur-Yon   | 6                            |                        |                 | 15h00                    | 15h00                    |   |  | 15h30              | 15h30              |
|  | A3 - ÉSOF La Roche-sur-Yon   | 6                            | Montpellier HBS        | 5               |                          |                          |   |  | 15h30              | 15h30              |
|  | 11h30                        |                              | Montpellier HBS        | 5               |                          |                          |   |  | 15h30              | 15h30              |
|  |                              | Grande-Motte PBS             | 7                      |                 |                          |                          |   |  | 15h30              | 15h30              |
|  | B1 - Grande-Motte PBS        | Grande-Motte PBS             | 7                      | 4               |                          |                          |   |  | 15h30              | 15h30              |
|  | B1 - Grande-Motte PBS        |                              |                        | 4               |                          |                          |   |  | 15h30              | 15h30              |
|  | C3 - LBS Dunkerque           | 3                            |                        |                 |                          |                          |   |  | 15h30              | 15h30              |
|  | C3 - LBS Dunkerque           | 3                            | Grande-Motte PBS       | 4               |                          |                          |   |  |                    |                    |
|  | 15h00                        |                              | Grande-Motte PBS       | 4               |                          |                          |   |  |                    |                    |
|  |                              | FC St-Médard-en-Jalles       | 3                      |                 |                          |                          |   |  |                    |                    |
|  | C1 - CSO Amnéville           | FC St-Médard-en-Jalles       | 3                      | 4               |                          |                          |   |  |                    |                    |
|  | C1 - CSO Amnéville           | 16h15                        |                        | 4               |                          |                          |   |  |                    |                    |
|  | A2 - FC St-Médard-en-Jalles  | 5                            |                        |                 |                          |                          |   |  |                    |                    |
|  | A2 - FC St-Médard-en-Jalles  | 5                            | FC St-Médard-en-Jalles | 7               |                          |                          |   |  |                    |                    |
|  | 16h15                        | 16h15                        | FC St-Médard-en-Jalles | 7               | Match pour la 3e place   | Match pour la 3e place   |   |  |                    |                    |
|  | 16h15                        | 16h15                        |                        | Marseille 12e   | Match pour la 3e place   | Match pour la 3e place   | 5 |  |                    |                    |
|  | B2 - Marseille 12e           | 6                            | 11h30                  | 11h30           |                          |                          | 5 |  |                    |                    |
|  | B2 - Marseille 12e           | 6                            | 11h30                  | 11h30           |                          |                          |   |  |                    |                    |
|  | C2 - Saint-Paul La Réunion   | 4                            |                        | Montpellier HBS | 3                        |                          |   |  |                    |                    |
|  | C2 - Saint-Paul La Réunion   | 4                            |                        | Montpellier HBS | 3                        |                          |   |  |                    |                    |
|  |                              |                              |                        |                 |                          |                          |   |  | Marseille 12e      | F                  |
|  |                              |                              |                        |                 |                          |                          |   |  | Marseille 12e      | F                  |

### Matchs de classements5e-8e
Les quatre équipes éliminées en quarts-de-finale s'affrontent dans un tournoi à élimination directe pour déterminer les places de 5e à 8e du classement final. Toutes les rencontres ont lieu le 6 août 2016 sur le terrain 2.
|  | Demi-finales 5e-8e    | Demi-finales 5e-8e |                       |   | Cinquième place | Cinquième place |
|  | Demi-finales 5e-8e    | Demi-finales 5e-8e |                       |   | Cinquième place | Cinquième place |
|  |                       |                    |                       |   |                 |                 |
|  | 10h15                 | 10h15              |                       |   | 15h00           | 15h00           |
|  | 10h15                 | 10h15              |                       |   | 15h00           | 15h00           |
|  | ÉSOF La Roche-sur-Yon | 5 tab 3            |                       |   | 15h00           | 15h00           |
|  | ÉSOF La Roche-sur-Yon | 5 tab 3            |                       |   | 15h00           | 15h00           |
|  | LBS Dunkerque         | 5 tab 2            |                       |   | 15h00           | 15h00           |
|  | LBS Dunkerque         | 5 tab 2            | ÉSOF La Roche-sur-Yon | 3 |                 |                 |
|  | 11h30                 |                    | ÉSOF La Roche-sur-Yon | 3 |                 |                 |
|  |                       | CSO Amnéville      | 4                     |   |                 |                 |
|  | CSO Amnéville         | CSO Amnéville      | 4                     | 8 |                 |                 |
|  | CSO Amnéville         |                    |                       | 8 |                 |                 |
|  | Saint-Paul La Réunion | 3                  |                       |   |                 |                 |
|  | Saint-Paul La Réunion | 3                  | Septième place        |   |                 |                 |
|  |                       |                    |                       |   |                 |                 |
|  | 16h15                 |                    |                       |   |                 |                 |
|  |                       |                    |                       |   |                 |                 |
|  | LBS Dunkerque         | 5                  |                       |   |                 |                 |
|  | LBS Dunkerque         | 5                  |                       |   |                 |                 |
|  | Saint-Paul La Réunion | 8                  |                       |   |                 |                 |
|  | Saint-Paul La Réunion | 8                  |                       |   |                 |                 |

### Tournoi de classement9e-12e
Un mini-tournoi opposent les équipes éliminées lors de la phase de poule afin de déterminer les places de 9e à 12e du classement final. Chaque équipe joue un match par jour du 5 au 7 août.
| Rang | Équipe       | Pts | J | G | N | P | Bp | Bc | Diff |  | Résultats (▼ dom., ► ext.) | GBS | USH | ASE  | MBT |
| ---- | ------------ | --- | - | - | - | - | -- | -- | ---- |  | -------------------------- | --- | --- | ---- | --- |
| 9    | Gwada BS     | 6   | 3 | 2 | 0 | 1 | 18 | 9  | +9   |  | Gwada BS                   |     | 3-2 | 11-4 | 4-3 |
| 10   | US Hésingue  | 3   | 3 | 1 | 0 | 2 | 17 | 16 | +1   |  | US Hésingue                | -   |     | 7-6  | 8-7 |
| 11   | AS Étaples   | 0   | 3 | 0 | 0 | 3 | 14 | 22 | -8   |  | AS Étaples                 | -   | -   |      | 4-4 |
| 12   | Marseille BT | 2   | 3 | 1 | 0 | 2 | 14 | 16 | -2   |  | Marseille BT               | -   | -   | -    |     |

Marseille BT gagne son match contre l'AS Étaples aux tirs-au-but (4-4 t. a. b. 3-2) mais termine douzième pour une raison inconnue.

## Classement final
| #  | Équipe                   |
| -- | ------------------------ |
| 1  | Grande-Motte PBS         |
| 2  | FC St-Médard-en-Jalles   |
| 3  | Montpellier HBS          |
| 4  | Marseille 12e            |
| 5  | CSO Amnéville            |
| 6  | ÉSOF La Roche-sur-Yon    |
| 7  | AS Saint-Paul La Réunion |
| 8  | LBS Dunkerque            |
| 9  | Gwada BS                 |
| 10 | US Hésingue              |
| 11 | AS Étaples               |
| 12 | Marseille BT             |